# Es genügt nicht 18 zu sein
Es genügt nicht 18 zu sein, auch Guten Tag, das sind wir, ist ein Dokumentarfilm des DEFA-Studios für populärwissenschaftliche Filme von Kurt Tetzlaff aus dem Jahr 1966. 

## Handlung
Die Schichtbesatzung eines Bohrturms zur Erdölerkundung besteht aus sieben Arbeitern. Zu ihnen gehören der 23-jährige Manfred Röhr, der gerade Vater geworden ist, der 19-jährige Hans Meier und der 20-jährige Roland Pfennig, der erst am Tag der Filmaufnahme zum jüngsten Schichtführer des Reviers Grimmen befördert wurde. Aus diesem Anlass hat er von seinen Kollegen ein Ferkel geschenkt bekommen, was sie jetzt zum Schichtwechsel mit in ihre Unterkunft nehmen. Hier verbringen die Kollegen den Feierabend ganz verschieden, die einen liegen auf dem Bett, die anderen spielen Karten und Hans Meier will sich im Ort ein wenig nach den Mädchen umschauen. 
Die nächsten Bilder zeigen die Kollegen bei der Arbeit auf dem Bohrturm, wie sie auf der öligen Plattform mit ihren Stiefeln ausrutschen, das Öl- und Wassergemisch ihnen ins Gesicht sowie über den ganzen Körper spritzt und wie schwer die Tätigkeit mit dem Bohrgestänge ist. Dazu erzählen sie aus dem Off ihre Gedanken, die sie beschäftigen. Hans meint, dass die Arbeit sogar Spaß machen kann, wenn alles klappt. Aber manchmal kann das Leben zum Feierabend auch sauer sein, denn da hilft nur ein Fernsehapparat, weil die Mädchen von ihren Müttern immer weggeschlossen werden, wenn die Bohrer in der Gegend sind, denn ihr Ruf ist nicht der beste. Manfred meint, dass die Arbeit im Sommer richtig Freude machen kann, jedoch im Winter ist es viel zu kalt und man muss sich ständig umziehen, weil man immer dreckig ist. Er weiß nicht, ob er dort angefangen hätte, wäre ihm das alles vorher schon klar gewesen. Außerdem verdient man viel zu wenig Geld und wenn er in zwei bis drei Jahren eine bessere Verdienstmöglichkeit findet, hört er auf. Die Kollegen vertreten auch die Meinung, dass sich nicht mehr lange Erdöl finden lässt und deshalb der Beruf aussterben wird.
Bernhard Schopf war der alte Schichtführer, der jetzt abgelöst wurde. Er ist natürlich der Meinung, dass er nicht so schlecht war, sonst wäre er nicht Aktivist der sozialistischen Arbeit geworden und das Kollektiv hätte nicht die Auszeichnung Banner der Arbeit bekommen. Von Roland hält er nicht viel, aber er nimmt es einfach hin. Diese Meinung kommt auch aus dem Off, während die anderen Männer versuchen in dem alten Fachwerkhaus, welches ihre Unterkunft ist, Twist zu tanzen. Der Gebietsingenieur verteidigt die Berufung von Roland Pfennig zum neuen Schichtführer. Er muss zwar noch viel lernen, aber die Leute hören eher auf ihn, so dass sich die Leistungen verbessert haben. Weiterhin hört man aus dem Off einen Kollegen, der sich über Mitarbeiter beschwert, die ihre Fahne immer nach dem Wind hängen. Im Küchenwagen reden sie so und wenn jemand von der Gebietsleitung dabei ist, sagen sie das, was die hören wollen und diese Doppelzüngigkeit gibt es sogar unter den Genossen der SED. 
Nachdem sechs Kollegen vor der Unterkunft Hans Meier zuhören, der ein Lied singt und sich dabei auf der Gitarre begleitet, bemerkt der Sprecher in seinem Fazit, dass die Bohrarbeiter nicht darüber gesprochen haben, glücklich zu sein und auch nicht gesagt haben, dass sie den Sozialismus aufbauen wollen. Aber er stellt auch die Frage, ob die immer die besten sind, die nur laut reden. 

## Produktion und Veröffentlichung
Im Filmdatenblatt der 66. Berliner Filmfestspiele steht zu lesen:

„Der Film wurde Anfang 1966 wegen »Verunglimpfung der Arbeiterklasse« verboten. Um drei Minuten gekürzt und in Teilen umgearbeitet, wurde er im Herbst desselben Jahres unter dem Titel Guten Tag, das sind wir aufgeführt. Zwar wurden technische Mängel des O-Tons behoben, durch Umstellungen jedoch auch Härten in der Darstellung der Konflikte geglättet.“

Die Erstaufführung des unter den Arbeitstiteln es genügt nicht, 18 zu sein  und Jugendobjekt gedrehten Schwarzweißfilms fand am 11. November 1966 unter dem Titel Guten Tag, das sind wir statt.
Eine erste öffentliche Würdigung nach der Wende erlebte der Film unter seinem ursprünglichen Titel Es genügt nicht 18 zu sein am 21. April 1990 während der Internationalen Westdeutschen Kurzfilmtage in Oberhausen.